# 패자 (고구려)
패자(沛者)는 고구려 전기의 대관(大官)이다. 대로(對盧)와 비슷하게 국정(國政)을 총리하던 벼슬로 대로와 패자 가운데 하나만을 두었으나 대로보다 약간 급이 낮았다.

## 참고 자료
- 삼국지 위지 동이전